# Essen (Oldemburgo)
Essen é um município da Alemanha localizado no distrito de Cloppenburg, estado de Baixa Saxônia.
Não deve ser confundida com Essen.